# Bandera de Villaviciosa
La bandera de Villaviciosa es rectangular, de un largo equivalente a 3/2 el ancho. El paño es de color púrpura, y lleva el característico escudo del concejo en el centro.
Su origen, al igual que sucede con el escudo, se debe a la adopción por parte del municipio de los símbolos de Carlos I, que desembarcó en España en 1517 en la costa de Villaviciosa. Sin embargo, la bandera imperial de Carlos I ostentaba el blasón sobre un paño amarillo, no púrpura.
- Datos: Q8241937